# Urbanov Protski
Urbanov Protski is het 183ste album uit de Belgische stripreeks De avonturen van Urbanus en verscheen in 2019 in albumvorm. Het stripverhaal werd getekend door Willy Linthout en bedacht door Willy Linthout en Urbanus zelf.

## Verhaal
Door een misverstand denken Eufrazie en Cesar dat hun zoon Urbanus in de politiek stapt. Urbanus wordt de mascotte voor toerisme van zijn dorp Tollembeek, dat dreigt vertrappeld te worden door de Russen.